# Medaile Ministerstva školství, mládeže a tělovýchovy
Medaile Ministerstva školství, mládeže a tělovýchovy je nejvyšší vyznamenání resortu Ministerstva školství, mládeže a tělovýchovy České republiky. Udělována je od roku 1997.

## Podmínky udělení
Medaile je udělována jako ocenění významné pedagogické, výchovné, vědecké nebo umělecké práce vykonávané na kterémkoliv místě resortu školství, mládeže a tělovýchovy, za dlouhodobé a vynikající působení při příležitostech životních nebo pracovních jubileí nebo za mimořádně záslužný čin při zajišťování a zlepšování podmínek pro výchovu a vzdělávání v České republice. Uděluje se jak osobám, tak i institucím nebo kolektivům v rámci resortu školství, mládeže a tělovýchovy, ale i mimo něj. Lze ji udělit i k uctění památky in memoriam.
Existuje ve dvou stupních: I. stupeň (stříbrná), II. stupeň (bronzová). Autorem medaile je akad. sochař Zdeněk Kolářský. Uděluje ji ministr školství, mládeže a tělovýchovy (nebo osoba jím pověřená) vždy ke Dni učitelů 28. března a při vhodných příležitostech i mimo něj.
Udělení medaile se osvědčuje listinou, která obsahuje údaje umožňující identifikaci oceňované osoby. V diplomu se dále uvádí důvod a datum udělení ocenění. Diplom je opatřen státním znakem České republiky a podpisem ministra. O udělení medailí vede věcně příslušný odbor Ministerstva školství, mládeže a tělovýchovy evidenci.

## Popis

### Avers
Vyobrazení člověka s rozepjatýma rukama, stojícího v úhlu vektorů vycházejících z prvního písmene abecedy a obracejících se vzhůru nad stylizovanou sovou jako symbolem moudrosti. Na opise je zjednodušený latinský název Ministerstva školství, mládeže a tělovýchovy (Ministerium Educationis Rei Publicae Bohemicae). Vnitřní opis je heslem J. A. Komenského: Quicumque homo natus est hominem agere discat (Kdokoliv se narodí jako člověk, nechť se učí jednati jako člověk). 

### Revers
Čtvercová deska se jmény českých a moravských pedagogů a učitelů, v jejichž středu je poprsí J. A. Komenského z profilu. Opis reversu je teze J. A. Komenského: Omnia sponte fluant: absit violentia rebus (Nechť vše plyne podle své vůle a bez násilného působení). Ve volných segmentech jsou symboly Země, Nebe a Přírody.

## Galerie

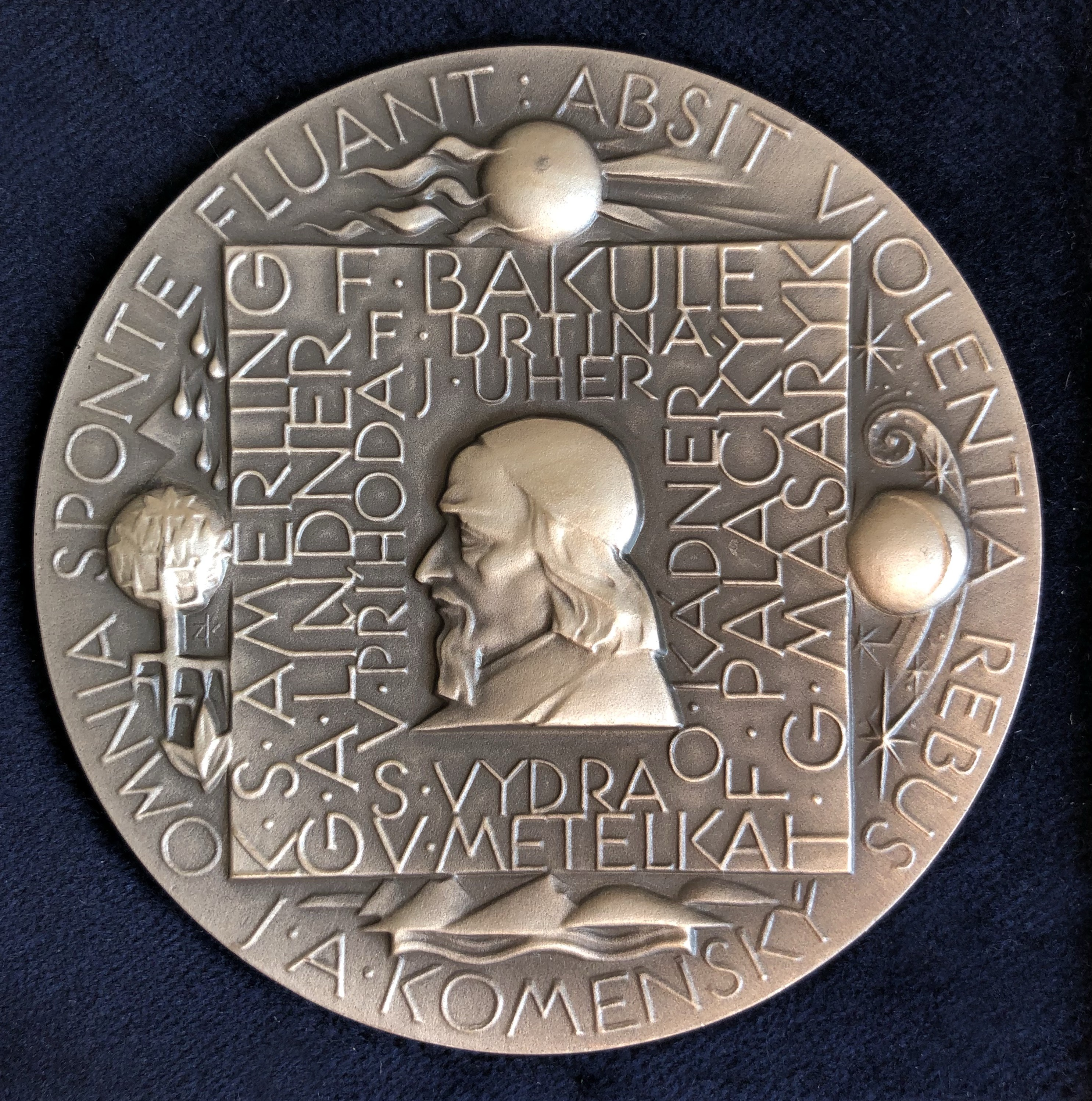
Revers medaile
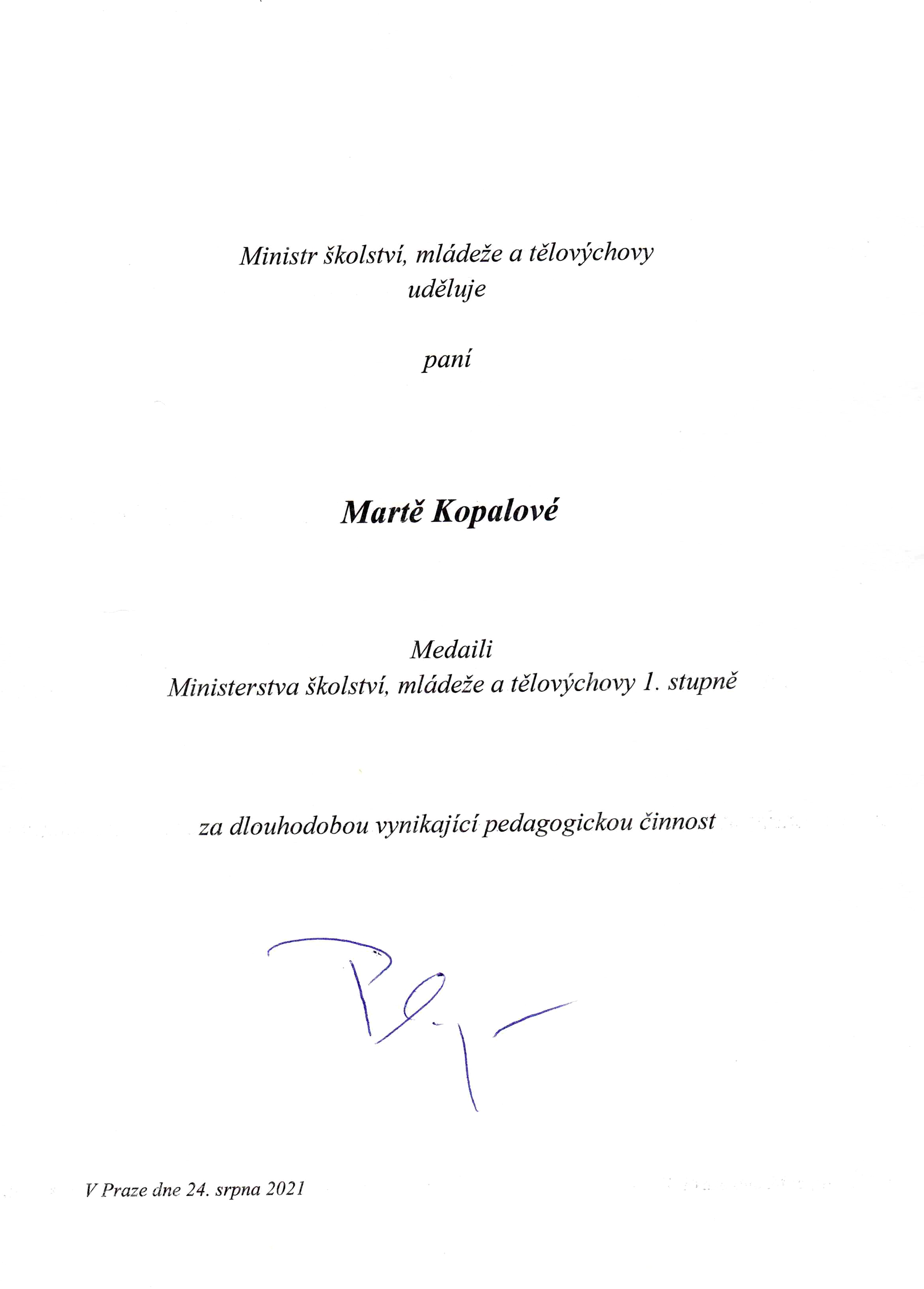
Diplom